# Sakurada Ichirō
Sakurada Ichirō (japanisch 桜田一郎; geboren 1. Januar 1904 in Kyōto; gestorben 23. Juni 1986 daselbst) war ein japanischer Chemiker im Bereich Hochpolymere.

## Leben und Wirken
Sakurada Ichirō machte 1926 seinen Studienabschluss an der Universität Kyōto. Von 1928 bis 1931 bildete er sich in Deutschland weiter. 1935 wurde er Professor an seiner Alma Mater, an der er bis 1967 tätig war. Die Universität zeichnete ihn beim Abschied als „Meiyo Kyōju“ aus. Anschließend war er bis 1977 an der Dōshisha-Universität tätig.
Sakurada befasste sich mit der Viskosität von Hochpolymeren und erforschte ihre Struktur mit Hilfe der Röntgenbeugung. Ihm gelang es, zusammen mit zwei Kollegen, 1939 die erste Produktion synthetischer Fasern in Japan.
1955 wurde Sakurada Mitglied der Akademie der Wissenschaften. 1968 war er (der jährlich gewählte) Präsident der „Gesellschaft Japanischer Chemiker“ (日本化学学会, Nihon kagaku gakkai). 1977 wurde er als Person mit besonderen kulturellen Verdiensten geehrt und im gleichen Jahr mit dem Kulturorden ausgezeichnet.